# Atyria nigricellulata
Atyria nigricellulata är en fjärilsart som beskrevs av Louis Beethoven Prout 1938. Atyria nigricellulata ingår i släktet Atyria och familjen mätare. Inga underarter finns listade i Catalogue of Life.